# 芸術

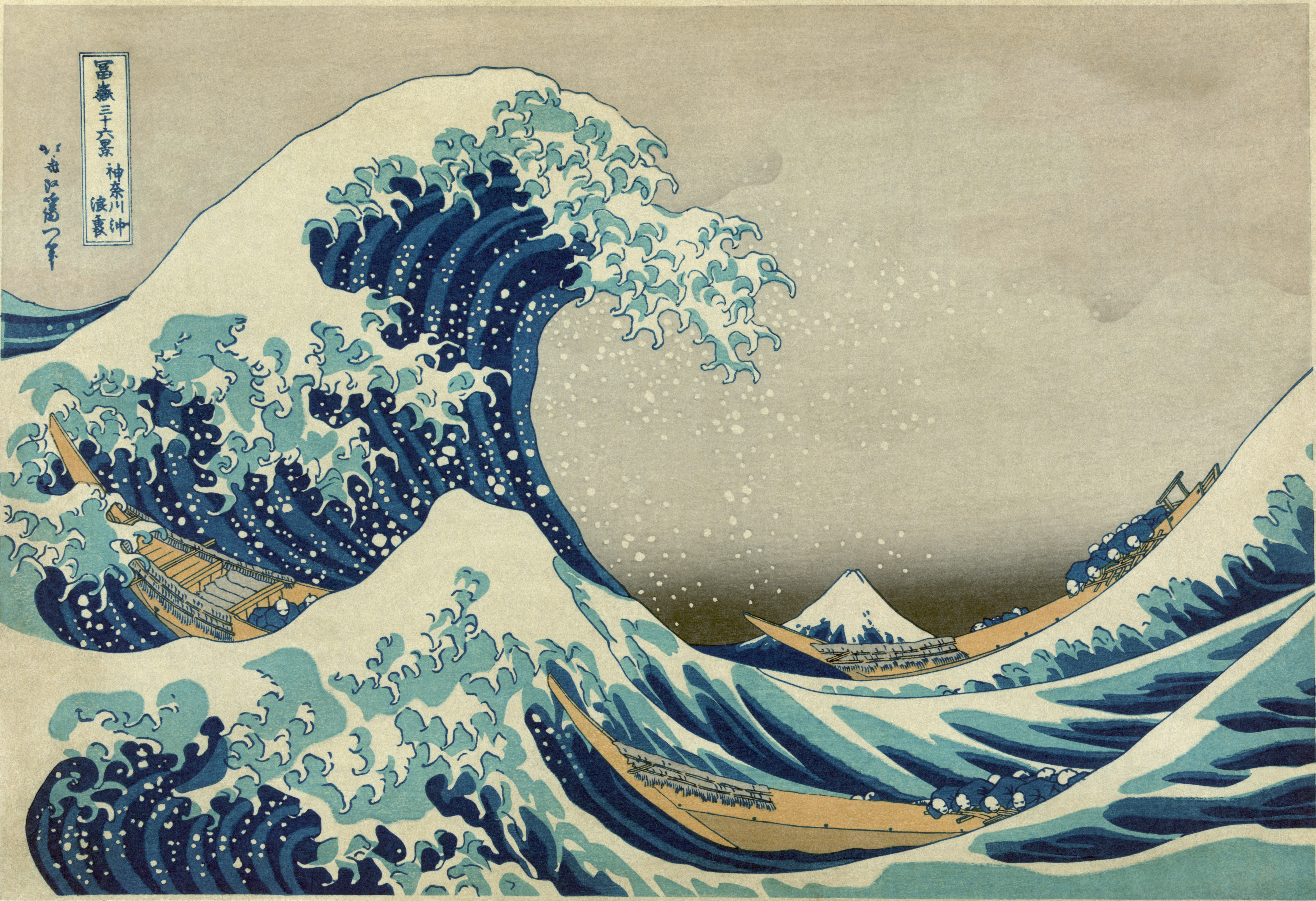
神奈川沖浪裏、日本の画家 葛飾北斎、東洋文化における芸術の一例。

モナ・リザ、有名なイタリアの画家レオナルド・ダヴィンチの作品、西洋文化の芸術の古典的な例。

芸術（げいじゅつ、旧字体：藝術󠄁）またはアート（希: (η) τέχνη, tékhnē、羅: ars、英: art、仏: art、独: Kunst）とは、表現者あるいは表現物と、鑑賞者が相互に作用し合うことなどで、精神的・感覚的な変動を得ようとする活動を表す。文芸（言語芸術）、美術（造形芸術）、音楽（音響芸術）、演劇・映画（総合芸術）などが、芸術の諸分野である。

## 語源
ギリシャ語の「τέχνη（tékhnē, テクネー）」や、その訳語としてのラテン語の「ars（アルス）」、英語の「art（アート）」、フランス語の「art（アール）」、ドイツ語の「Kunst（クンスト）」などは、もともと単に「人工（のもの）」という意味の医術や土木工学などの広い分野を含む概念で、現在でいうところの「技術」にあたる。現在でいう「芸術」は、近代以前には、単なる技術と特に区別して呼ぶ場合「よい技術、美しい技術」(beaux arts, schöne Kunstなど)と表現され、本来の「art」の一部を占めるに過ぎない第二義的なものであった。
18世紀ごろから加速する科学技術の発展とともに、それまで「ものをつくる」という活動において大きな比重を占めた装飾的な部分よりも、科学的知識を応用した実用性の向上が圧倒的な意味をもつようになる。これにともなって各種の技術は分業化と細分化が進み、現代でいう技術（technics,technology）に再編されるのに対し、建築などの人工物を装飾する美的要素がこれと分化独立しながら、従前の「art」という呼称を引き継ぐことになった。
現代の日本語における「芸術」は、伝統的に継承された単語ではなく、明治時代に西周によってリベラル・アーツの訳語として用いられたことに由来する。現在では、英語の音写「アート」が用いられることも多い。

### 表記（藝術󠄁・芸術）
正字表記では「藝」だが、第二次大戦後の日本における漢字制限（当用漢字、常用漢字、教育漢字）により、「藝」が「芸」と略記されることになった。なお、「芸」は、もともと「云」を声符として「ウン」と読み、ヘンルーダ等の植物をあらわす別字だが、本来「藝」の字とはまったく関係がない。 
「藝」の原字の「埶」は、「木」＋「土」＋「丮」からなる会意文字で、人が両手に持った植物を土に植えるさまを表す。のち、植物であることを強調するため「艸」が加えられ「蓺」となり、さらに「云」が加えられて「藝」となった。「芸」はその中央部を省略した略字である。本来、植物を植えることを意味したが、転じて技芸・技能一般、特に文芸を表すようになった。

## 概説
美学者の佐々木健一は、広義のart(仕業)を、「人間が自らの生と生の環境とを改善するために自然を改造する力」と定義している。その中でも特に、芸術とは、予定された特定の目的に鎖されることなく、技術的困難を克服し、現状を越え出てゆこうとする精神の冒険性に根ざし、美的コミュニケーションを志向する活動であるとする。この活動は作品としてコミュニケーション媒体となる。時代や場所によって、その形態や機能は変化する。芸術の定義をめぐる問いは美学の分野で議論・研究されている。

日本では「藝術󠄁(芸術)」が明治期になって新しい語として使用されるようになったため、近代以前の『伝統芸術』を芸道と呼んだり、また芸能とも呼ばれ、「芸術」とは意味が異なるものとして想定される場合もあり、語用統一されていない。
なお芸能は、芸術の諸ジャンルのうち、人間の身体をもって表現する技法と定義され、職業として芸能に携わる者を芸能人と呼ぶとされるが、これは「身体芸術」とも「舞台芸術」ともまた異なる概念である。

## 分類
表現者が、どのような手段、媒体を用いるかによって、芸術を多くのジャンルに分けることができる。下記は、芸術の表現方法のうち、歴史的に比較的様式の定まった具体区分に、詳細な学説的分類を加えたものである。

### 芸術の番号分類（例：フランスの9芸術）
フランスでは、以下のように芸術を9つに分類する体系がある。
1. 建築（Architecture）
2. 彫刻（Sculpture）
3. 絵画・デッサンなどの視覚芸術（Visual Arts）
4. 音楽（Music）
5. 詩などの文学（Literature）
6. 舞台芸術（Performing Arts）
7. 映画（Movie film）
8. テレビ、ラジオ、写真などの媒体芸術（Media Art）
9. 漫画（Franco-Belgian comics）

この分類は、古代ギリシャ神話の芸術を司る女神ムーサ（Muse）の9柱に由来するとされている。

### 文芸
- 文芸（言語芸術）
  - 詩
  - 小説・物語
  - 戯曲
  - 随筆・紀行
  - 文芸評論
  - 伝記・自伝・日記文学

### 美術
- 美術（造形芸術・視覚芸術）
  - 絵画（洋画・日本画）
  - 浮世絵
  - 彫刻・彫塑
  - 折り紙
  - 庭園
  - 書道
  - 工芸
  - 華道（いけばな）
  - 陶芸
  - 建築
  - 写真（芸術写真）

### 音楽
- 音楽（音響芸術・聴覚芸術[6]）
  - 作曲
  - 器楽（演奏）
  - 声楽（歌唱）
  - 指揮
  - 楽理（音楽学）

### 総合芸術
- 舞台芸術
  - 演劇
  - オペラ（歌劇）
  - 能・狂言
  - 歌舞伎
  - 文楽
  - ダンス（舞踊・舞踏）
  - バレエ
  - コンテンポラリー・ダンス
  - パフォーマンスアート
  - ボディアート
- 映像芸術
  - 映画
  - アニメーション
  - コンピュータグラフィックス
  - コンピュータゲーム：ゲームの芸術性については論争がある。詳細は芸術としてのゲームを参照。

### デザイン
- デザイン（応用芸術）
  - ファッション
  - 衣服
  - テキスタイル
  - グラフィック
  - 工業デザイン
  - インダストリアルデザイン
  - インタラクションデザイン
  - プロダクトデザイン
  - ユニバーサルデザイン
  - メカニズムデザイン
  - カーデザイン
  - CAD（コンピューター・デザイン）
  - ストラクチャーデザイン
  - スペースデザイン
  - 空間デザイン
  - インテリアデザイン
  - ランドスケープデザイン
  - アーバンデザイン
  - ペーブメントデザイン
  - 構造デザイン
  - グラフィックデザイン
  - ビジュアルデザイン
  - パッケージデザイン
  - キャラクターデザイン
  - ウェブデザイン
  - ゲームデザイン
  - タイポグラフィ
  - エディトリアルデザイン
  - ブックデザイン
  - ジャケットデザイン
  - 情報デザイン
  - 環境デザイン
  - フラワーデザイン
  - ガーデンデザイン
  - エコロジカルデザイン
  - エクステリアデザイン
  - サウンドデザイン
  - 音響デザイン
  - 照明・ディメンション・デザイン
  - フードデザイン
  - コミュニケーションデザイン
  - プロセスデザイン
  - ペルソナデザイン
  - ボディデザイン
  - メカニックデザイン
  - メタデザイン
  - ユーザーエクスペリエンスデザイン
  - 参加型デザイン
  - 先端デザイン
  - パブリックデザイン
  - トータルデザイン

### その他
- 芸能
- 芸道
- 武芸
- 茶道
- 香道
- 料理
- 菓子
- 漫画
- アニメ
- 前衛演劇
- アヴァンギャルド
- インスタレーション
- イラストレーション
- イルミネーション
- アンダーグラウンド (文化)
- カウンター・カルチャー
- アクアリウム

### 他の分類
上記分類は、表現者が一定の枠内に収まった表現方法を用いた場合に分類可能となるというだけであって、表現者がこれらの枠に収まらない表現を用いる場合や、複数の表現を組み合わせたりする場合なども多い。より包括的な分類方法として「空間芸術」・「時間芸術」・「総合芸術」・「大衆芸術」などもある。
空間芸術とは、物を用い、空間に形を表現する芸術であり、二次元（絵画・平面装飾など）的なものと三次元（彫刻・建築など）的なもの、その複合も存在する。その空間だけで一瞬ですべてを表現する芸術である。
時間芸術とは、文芸・音楽・演劇・映画など、ある一定の時間をかけて（物語性のあるものを）鑑賞する芸術。時間芸術と空間芸術は対義語であるといえる。
総合芸術とは各種芸術が協調・調和した形式でオペラ（歌劇）・映画などがこう呼ばれる。
また、ある作品や活動の程度が非常に高いとき、これを芸術と呼ぶ場合がある。この用法では、作品や活動の独創性は要件に入らない。

## 用語解説
- 退廃芸術 - ナチスが近代美術を、道徳的・人種的に堕落したもので、ドイツの社会や民族感情を害するものであるとして禁止するために打ち出した芸術観
- 反芸術 - 伝統的な展覧会の文脈の中で展示されながら、真剣な芸術をあざ笑うかのような内容を持つ作品、また芸術というものの本質を問い直し変質させてしまうような作品
- イランの芸術 - イラン文化圏（Greater Iran）における芸術
- 世紀末芸術 - 1890年代から20世紀初頭にかけて、おもにヨーロッパの都市を中心に流行した諸芸術のなかで一定の傾向を示す一群

## 雑誌・書籍
- 映画芸術 - 日本の映画雑誌
- レコード芸術 - 音楽之友社が発行するクラシック盤音楽の月刊誌
- ステレオ芸術 - 1982年12月まで発行されていたクラシック音楽のレコードの月刊誌
- 女人芸術 - 女性の文芸雑誌で1928年（昭和3年）7 月から1932年（昭和7年）6月まで48冊を出した
- 第二芸術 - 『世界』1946年11月号に掲載された桑原武夫の論文
- 今日の芸術 - 岡本太郎による美術評論書
- 複製技術時代の芸術 - ドイツの文化評論家ヴァルター・ベンヤミンが1935年に著した評論